# Landtagswahl im Saarland 1994
- SPD: 27
- Grüne: 3
- CDU: 21

Die Landtagswahl im Saarland 1994 fand am 16. Oktober 1994 statt. Die Wahl war ursprünglich für Januar 1995 geplant, fand schließlich jedoch zusammen mit der Bundestagswahl 1994 und den Landtagswahlen in Mecklenburg-Vorpommern und in Thüringen statt. Die SPD verlor zwar Stimmen, stellte jedoch weiterhin eine Alleinregierung.

## Ausgangssituation
Bei der Landtagswahl 1990 konnte der seit 1985 amtierende Ministerpräsident Lafontaine die absolute Mandatsmehrheit der SPD noch ausbauen und erzielte das beste Ergebnis seiner damaligen Partei in diesem Bundesland. CDU und FDP blieben in der Opposition.

### Spitzenkandidaten
Für die SPD trat der amtierende Ministerpräsident Oskar Lafontaine an. Der Spitzenkandidat der CDU war erneut Klaus Töpfer.

## Ergebnis
Die allein regierende SPD büßte zwar fünf Prozentpunkte ein und verlor mit 49,4 % die absolute Stimmenmehrheit, konnte ihre absolute Mandatsmehrheit jedoch halten. Die CDU blieb zweitstärkste Partei und gewann 5,2 Prozentpunkte sowie drei Sitze hinzu. Bündnis 90/Die Grünen erreichten bei Gewinnen von knapp drei Prozentpunkten insgesamt 5,5 % und erhielten drei Mandate; sie waren somit erstmals im saarländischen Landtag vertreten. Die FDP/DPS verlor 3,5 Prozentpunkte und war mit 2,1 % erstmals seit 1970 nicht mehr im Landtag vertreten. Die Republikaner verfehlten mit 1,4 % nach 3,4 % im Jahre 1990 den Einzug in den Landtag deutlich.
Die Wahlbeteiligung stieg von 83,2 % auf 83,5 % leicht an.
| Partei      | Stimmen | Stimmanteil | Sitze |
| ----------- | ------- | ----------- | ----- |
| SPD         | 340.091 | 49,4 %      | 27    |
| CDU         | 265.871 | 38,6 %      | 21    |
| GRÜNE       | 38.087  | 5,5 %       | 3     |
| FDP/DPS     | 14.206  | 2,1 %       | —     |
| REP         | 9.708   | 1,4 %       | —     |
| GRAUE       | 4.078   | 0,6 %       | —     |
| BFB         | 3.947   | 0,6 %       | —     |
| FWG         | 3.710   | 0,5 %       | —     |
| FAMILIE     | 3.329   | 0,5 %       | —     |
| STATT       | 1.763   | 0,3 %       | —     |
| Naturgesetz | 1.517   | 0,2 %       | —     |
| ÖDP         | 1.285   | 0,2 %       | —     |
| APD         | 1.242   | 0,2 %       | —     |
| IEBP        | 46      | 0,0 %       | —     |

Für die Liste der gewählten Abgeordneten siehe Liste der Mitglieder des Saarländischen Landtages (11. Wahlperiode).